# クロード・クリケリオン

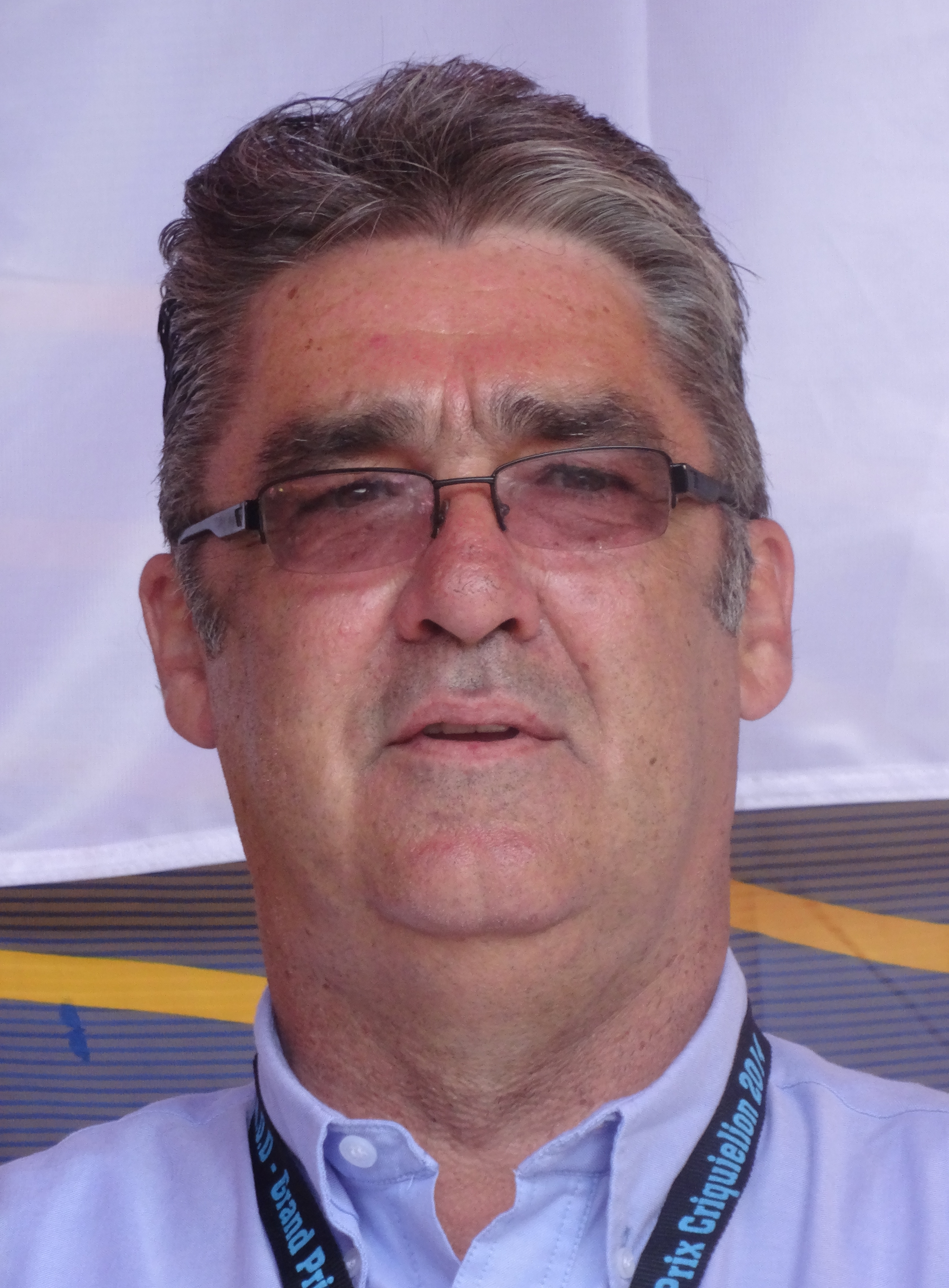

クロード・クリケリオン（Claude Criquielion、1957年1月11日 - 2015年2月18日）はベルギー・エノー州のルシーヌ出身の元自転車競技選手。

## 経歴
1979年にプロ転向。ツール・ド・フランスでは総合成績で5回ベストテン入りを果たしているが、相対的に見ると、ワンデーレースにおいて実績を挙げている。
ツールにおいて、1979年、1981年にいずれも総合9位に食い込んだことで、クリケリオンという名が知られるようになるが、1984年、バルセロナで開催された世界自転車選手権・個人ロードレースを制したことでトップ選手としての地位を確立。同年はツールでも総合9位に入った。さらに同年のベルギー スポーツマンオブザイヤーも受賞している。翌1985年に日立に移籍。以後エースとして君臨した。
1989年まで日立に在籍し、1985年、1989年にはフレッシュ・ワロンヌ、1987年にはロンド・ファン・フラーンデレンを制した。また1986年のツールでは総合5位。ちなみに1988年、1989年の2年間、市川雅敏も日立に在籍していた。
この他、1983年にクラシカ・サンセバスティアン、1990年はツール総合9位、ベルギー国内選手権制覇の実績を残す。1991年に引退した。引退後はプレディクトール・ロトの監督を歴任。
2015年2月16日夜以降、脳梗塞により危篤状態に陥り、同年2月18日朝死去した。